# Impatiens blinii
Impatiens blinii är en balsaminväxtart som beskrevs av Leveille. Impatiens blinii ingår i släktet balsaminer, och familjen balsaminväxter. Inga underarter finns listade i Catalogue of Life.